# ジョン・フィナ
ジョン・フィナ（John Joseph Fina 1969年3月11日- ）はミネソタ州ロチェスター出身の元アメリカンフットボール選手。ポジションはオフェンシブラインマン。
アリゾナ州の高校3年次、州のファーストチームに選出された。アリゾナ大学を経て1992年のNFLドラフト1巡目全体27位でバッファロー・ビルズに指名されて入団した。その年9月20日のインディアナポリス・コルツ戦ではジム・ケリーから1ヤードのTDパスを捕球した。第27回スーパーボウル、第28回スーパーボウルにも出場したがいずれもダラス・カウボーイズの前にチームは敗れた。2002年シーズン開幕前、ビルズを解雇されその年アリゾナ・カージナルスと契約、1シーズンプレーした後、現役生活を終えた。
現役引退後、2003年4月母校アリゾナ大学のスポーツ殿堂入りを果たした。
2007年にサーマン・トーマスがプロフットボール殿堂入りを果たしたときのスピーチで感謝したい多くの元チームメートとして彼の名前もあがった。
また2009年8月、FOXスポーツアリゾナに同年のハイスクールフットボールの解説者として起用された。